# Pioneer 7
Pioneer 7, també denominada Pioneer B, va ser una sonda espacial de la NASA llançada el 17 d'agost de 1966 mitjançant un coet Delta des de Cap Canaveral.
Pioneer 7 va ser la segona sonda d'una sèrie de sondes (formada per Pioneer 6, Pioneer 8, Pioneer 9 i Pioneer E, amb les quals va treballar conjuntament) amb la missió de realitzar el primer estudi detallat del vent solar, el camp magnètic interplanetari i els raigs còsmics, proporcionant dades pràctiques sobre les tempestes solars.
La sonda estava estabilitzada per rotació, amb un gir de 60 rpm i amb l'eix de gir perpendicular al plànol de l'eclíptica. Tenia forma de cilindre recobert de cèl·lules solars del qui sobresurten antenes i mastelers. Disposava d'una antena direccional d'alt guany, podent transmetre a 512, 256, 64, 16 o 8 bps. El format de l'enviament de dades era seleccionable entre quatre possibles modalitats, amb tres d'aquestes quatre aptes per a l'enviament de dades científiques (32 paraules de 7 bits per trama). L'altra modalitat era utilitzada per enviar telemetria sobre l'estat de la sonda. Al seu torn, es disposava de quatre maneres d'operació:
- Temps real: les dades eren obtingudes i transmeses directament, sense ser emmagatzemades, segons la velocitat d'enviament i la modalitat seleccionada.
- Emmagatzematge de telemetria: les dades eren guardades i enviades simultàniament, segons la velocitat d'enviament i la modalitat seleccionada.
- Emmagatzematge del cicle de treball: es recollia i guardava una única trama de dades científiques a la major velocitat possible, 512 bps; l'interval entre la recollida i emmagatzematge de successives trames era seleccionable a entre 2 i 17 minuts, amb una capacitat total per emmagatzemar dades fins durant 19 hores.
- Lectura de memòria: s'enviaven les dades llegint-les de la memòria de la sonda, enviant-les a la velocitat adequada segons la distància de la nau a la Terra.

L'últim contacte amb la Pioneer 7 va tenir lloc el 31 de març de 1995, determinant-se que després de 29 anys a l'espai només un dels instruments originals seguia en funcionament.